# 南町 (津山市)
南町（みなみまち）は岡山県津山市にある地名。一丁目のみ存在する。郵便番号は708-0881。

## 地理
津山駅を出てすぐ北の正面に広がる。なお北町とは名称と位置関係は対になっているが、江戸時代など歴史の上では直接のつながりは全くない。

### 河川
- 吉井川

## 歴史

### 沿革
- 1960年 - 津山市横山の一部、大谷の一部が南町一丁目となる。

## 世帯数と人口
2021年（令和3年）1月1日現在の世帯数と人口は以下の通りである。
| 町丁       | 世帯数 | 人口 |
| ---------- | ------ | ---- |
| 南町一丁目 | 35世帯 | 57人 |

## 小・中学校の学区
市立小・中学校に通う場合、学区は以下の通りとなる。
| 番地 | 小学校           | 中学校             |
| ---- | ---------------- | ------------------ |
| 全域 | 津山市立南小学校 | 津山市立鶴山中学校 |

## 交通

### 道路
- 国道53号
- 国道179号
- 国道429号
- 岡山県道394号大篠津山停車場線

（四つの道路の重複区間）

## 施設
- 南町ビル